# Списак школа на Новом Београду
Образовне институције на Новом Београду су:

## Основне школе
На територији ове београдске општине се налазе следеће основне школе:

### ОШ „20. октобар“
Школа се налази у улици Омладинских бригада број 128, у центру Блока 70. Школа је почела са радом школске 1975/76 године. Укупна површина школског простора износи 7.500 m². Око школе се налазе школска дворишта, укупне површине 22.000 m², са спортским теренима, бетонским стазама и зеленим површинама. Настава се ораганизује у два међусобно повезана објекта, са 30 учионица, 7 кабинета предметне наставе, 2 фискултурне сале, базеном, свечаном салом, библиотеком и спортским теренима. Осим тога, школа има зборницу, канцаларију директора, кабинете за: педагога, психолога и логопеда, припремне кабинетима за наставнике, зубну амбуланту и кухињу са трпезаријом. Школа има око 1200 ученика и већина живи у стамбеним блоковима 70 и 70а. У школи је запослено око 115 радника, а настава се обавља у две смене.

### ОШ „Борислав Пекић“
Школа се налази у улици Данила Лекића Шпанца број 27.

### ОШ „Бранко Радичевић“
Основна школа Бранко Радичевић једна је од школа на Новом Београду. Налази се у новобеоградском блоку 45 на адреси у Улица Јурија Гагарина 195.
Отворена је 7. априла 1975. године. У време отварања била је једна од највећих школа на Балкану. Са својих 69002 метара квадратних, 32 модерно опремљене учионице, библиотеком са 3172 књиге, читаоницом са 138 места, травнатим и бетонираним терена, фудбалским тереном, трпезаријом са 140 места и базеном била је изузетно добро опремљена и модерна школа, као што је и данас.
Пре премештања у Блок 45, школа се налазила у топчидерским баракама и воћњацима и основана је још давне 1885. године под називом Топчидерска школа.
Школа је име и зграде мењала доста пута све до 1922. када је добила име песника Бранка Радићевића.
Године 1975. отвара се нова школска зграда у Блоку 45 на Новом Београду и исте године прима ђаке.

### ОШ „Влада Обрадовић Камени“
Школа се налази у улици Добановачкој 2а.

### ОШ „Душко Радовић“
Школа се налази у улици Булевар Зорана Ђинђића број 112.

### ОШ „Ђуро Стругар“
Школа се налази у Булевару Милутина Миланковића број 148.

### ОШ „Иван Гундулић“
Школа се налази у улици Народних хероја број 12.

### ОШ „Јован Дучић“
Школа се налази у улици Милентија Поповића број 16.

### ОШ „Јован Стерија Поповић“
Школа се налази у улици Војвођанској број 61.

### ОШ „Кнегиња Милица“
Школа се налази у улици Јурија Гагарина број 78.

### ОШ „Краљ Александар“
Школа се налази у улици Алексиначких рудара број 22.

### ОШ „Лаза Костић“
Школа се налази у улици Милентија Поповића број 72 у блоку 23. Школа од 2005. године носи име по песнику Лази Костићу, а пре тога се звала „Седам секретара СКОЈ-а”. Школа је почела са радом 5. септембра 1977. године и тада је носила име ОШ „Седам секретара СКОЈ-а”. Први ученици су пристигли из ОШ „Јосип Броз Тито” (данашња ОШ „Јован Дучић”) и из ОШ „Радоје Домановић”. Прву школску годину је завршило 1168 ученика. Архитекта школе је Александар Стјепановић. Школу је 2014. године похађало више од 900 ђака. (три одељенске заједнице у осмом разреду). Школа је позната по многим пројектима које одржава, као на пример пројекат „Школа без насиља”. Школа има преко 25 кабинета и учионица у којима се врши настава. На доњем спрату се налази и кабинет информатике. Школа располаже базеном, вештачком стеном и са две сале за физичко - велика у приземљу школе и мала на горњем спрату. У подножју школе се такође налази велика сала у којој се углавном врши настава музичке културе, али и разне манифесације. Школа има библиотеку. У наставничком кадру школе ради преко 35 наставника и учитеља.

### ОШ „Марко Орешковић“
Школа се налази у улици Отона Жупанчића број 30.

### ОШ „Милан Ракић“
Школа се налази у улици Војвођанској број 62.

### ОШ „Младост“
Школа се налази у улици Гандијевој број 99 у блоку 64. Школа је почела са радом 1989. Први ученици су пристигли из школа „Јован Стерија Поповић” и „Ужичка република” (данашња „Кнегиња Милица”). Ово је осмогодишња школа, али има и одељења за предшколски узраст. Школа је у марту 2006. отпочела пројекат „Школа без насиља” који подржава УНИЦЕФ и према писању сајта школе, ово је прва школа која је то урадила. Тежња школе је и превенција против болести зависности. У школи се реализује многобројне секције из области културе, уметности, науке, технике и спорта. Ђаци су постигли запажене резултате на такмичењима из разних предмета, посебно из биологије, географије и француског језика у току школске 2009/2010. године и гимнастике и математике наредне године., као и пласман на „Интернет олимпијади” коју организује Математичко друштво „Архимедес” Такође, истиче се и рад ђака из области веронауке о чему је извештавао сајт СПЦ-а Учитељи ове школе су награђени због добре праксе коју спроводе. Награду им је уручило Друштво учитеља Београда 2011.

### ОШ „Надежда Петровић“
Школа се налази у улици Луја Адамича број 4. Школа је почела са радом 1956. године.

### ОШ „Радоје Домановић“
Школа се налази у улици Булевар уметности број 31.

### ОШ „Ратко Митровић“
Школа се налази у улици Омладинских бригада број 58.

### ОШ „Драган Лукић“
Школа се налази у улици, Неде Спасојевић 6, Бежанијска коса

### Специјана ОШ „Нови Београд“
Школа се налази у улици Народних хероја бр. 12

### Приватна ОШ „Савремена“
Основна школа Савремена налази се у Омладинских бригада 86, у блоку 40 на Новом Београду. Тренутно се простире на површини од 2.000 m², а у току је пројекат проширења капацитета школе који ће у финалној фази имати 10.000 m².
Школа располаже модерним центром за учење, одлично опремљеном библиотеком и школским рестораном. Школске учионице су опремљене анатомским ноде столицама, које омогућавају флексибилни распоред седења. Око школе се налази пространо двориште са мултифункционалним теренима за фудбал, кошарку, рукомет и остале спортске активности.
Поред Националног програма, у Савременој постоји и Комбиновани програм, који представља спој националног и престижног Кембриџ школовања. Настава на Комбинованом програму једним делом одвија се на енглеском језику.

## Гимназије и средње школе
- Девета београдска гимназија „Михајло Петровић Алас“, Гоце Делчева бр. 41
- Десета београдска гимназија „Михаило Пупин“, Пролетерске солидарности бр. 1а
- Графичка школа „Београд“, Отона Жупанчича бр. 19
- Техничка школа „Нови Београд“ (раније „Први мај“), Омладинских бригада бр. 25
- Средња туристичка школа „Нови Београд“ (раније ОШ „Владимир Илич Лењин“), Отона Жупанчича бр. 4
- Школа за нове технологије „Политехника“, Булевар АВНОЈ-а
- Приватна средња школа струковних студија за информационе технологије ИТС "Комтрејд", Савски Насип бр. 7
- Приватна средња школа Коста Цукић, Јурија Гагарина бр. 81

## Високе школе и факултети
- Висока туристичка школа струковних студија, Булевар АВНОЈ-а бр. 153
- Факултет драмских уметности, Булевар Уметности бр. 20
- Универзитет "Браћа Карић", Палмира Тољатија бр. 3
- Универзитет примењених наука "Мегатренд", Факултет за компјутерске науке Булевар Уметности бр. 29
- Универзитет примењених наука "Мегатренд", Факултет за пословне струдије Булевар маршала Толбухина бр. 9а
- Висока техничка школа струковних студија Нови Београд, Булевар Зорана Ђинђића бр. 152a
- Факултет за спорт Нови Београд, Народних хероја бр. 30
- Правни факултет Универзитета Унион, Булевар маршала Толбухина бр. 36
- Факултет за пословне студије и право, Сајмиште бр. 29
- Факултет за стратешки и оперативни менџамент, Сајмиште бр. 29
- Факултет за економију, финансије и администрацију, Булевар Зорана Ђинђића бр. 44
- Факултет за менаџмент у спорту Палмира Тољатија бр. 3
- Висока школа струковних студија за информационе технологије ИТС "Комтрејд",Савски Насип бр. 7